# Замок Шрул (Мейо)

Герб графів де Бурго (Берк).

Замок Шрул (англ. Shrule Castle, ірл. Caislen Sruthair) — замок Шрухайр — один із замків Ірландії, розташований в графстві Мейо. Замок баштового типу. Нині лежить у руїнах. Ірландська назва замку перекладається як «замок біля річки».

## Історія замку Шрул
Замок Шрул був побудований у 1238 році, біля річки Блек-Рівер (Чорної річки) на кордоні між графствами Мейо та Голвей. Замок стояв у володіннях графа де Бурго. У 1308 році замком володів Джон де Бурго — син Річарда Ога де Бурго — ІІ графа Ольстера.
У 1570 році замок захопив штурмом сер Едвард Фіттон, що отримав від королеви Англії титул лорда Коннахту, посаду віце-скарбничого Ірландії. Його армія складалася з найманців — так званих галлоглассів (найманих воїнів), що були з клану МакДоннелл із Кнокнаклой.
Потім замком заволоділи Мак Вільям Охтайр, лорд Томонд, граф Мейо де Бурго. Вони відбудували і відновили замок. 18 червня 1570 року вождь клану МакДоннелл Кнокнаклой — Калвах МакДоннелл був убитий, але під час битви Едвард Фіттон був важко поранений в обличчя.
Потім замок захопив Вільям Берк (де Бурго) і передав своєму синові Джону Берку в 1574 році. У 1610 році замком та ремлями Шрул володів Річард Берк — IV граф Кланрікард. Він передав замок в оренду Пірсу Лінчу з графства Голвей.